# 하코다테시 구 영국 영사관

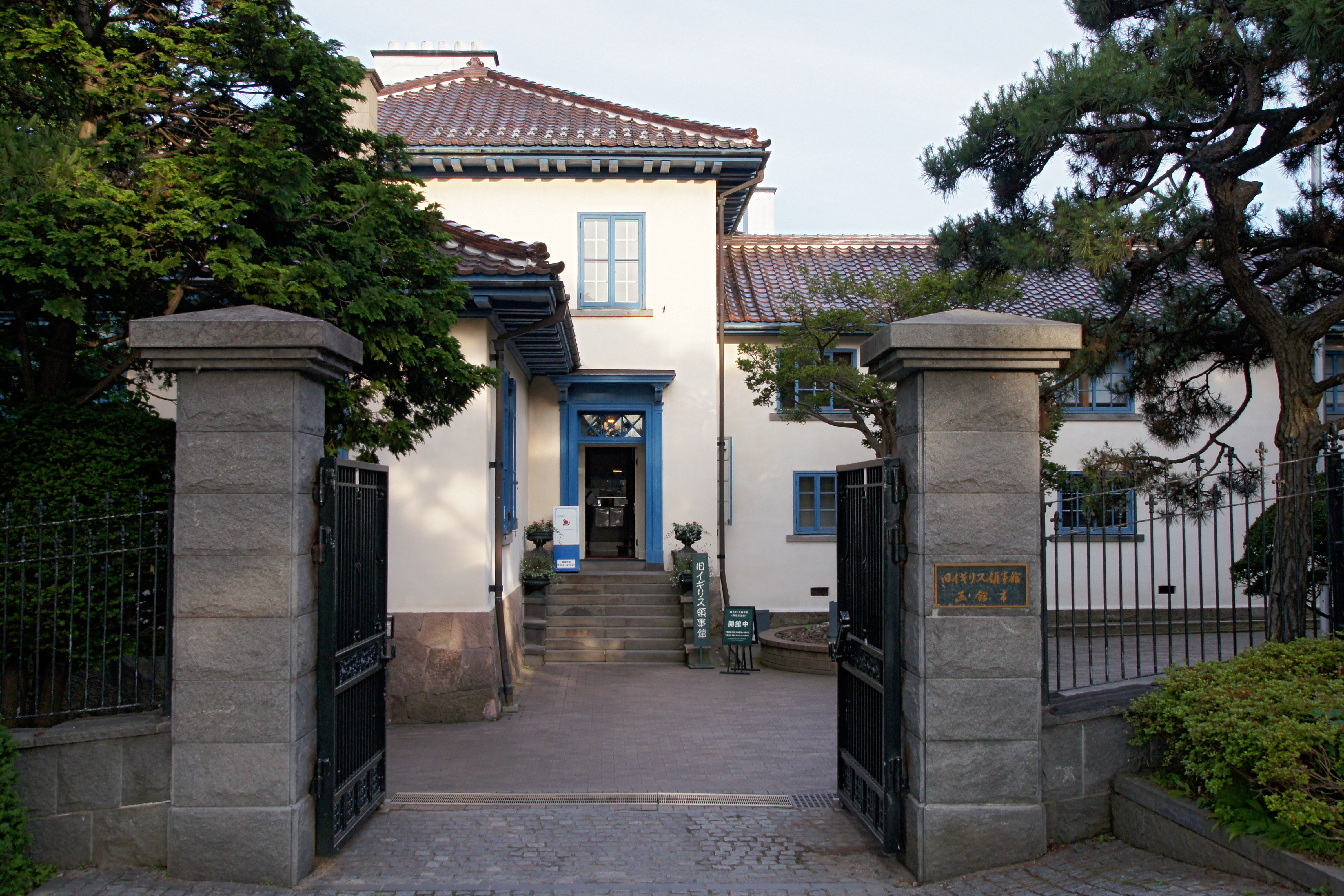
하코다테시 구 영국 영사관

하코다테시 구 영국 영사관(일본어: 函館市旧イギリス領事館, 영어: Former British Consulate of Hakodate)은 일본 홋카이도 하코다테시 모토마치에 있는 옛 영국 영사관이다. 하코다테시 영국 영사관은 1859년 하코다테시에 개설된 영사관 중 미국, 러시아에 이어 3번째로 낡았다. 몇 번의 큰 화재로 재건되어 현재의 건물이 되었다. 이 건물은 1913년부터 1934년까지 영사관으로 사용되었다. 현재는 개항 기념관으로서 일반 개방되고 있다.

## 같이 보기
- 구 러시아 영사관